# Semiothisa centrosignata
Semiothisa centrosignata là một loài bướm đêm trong họ Geometridae.